# Karmel Carfati

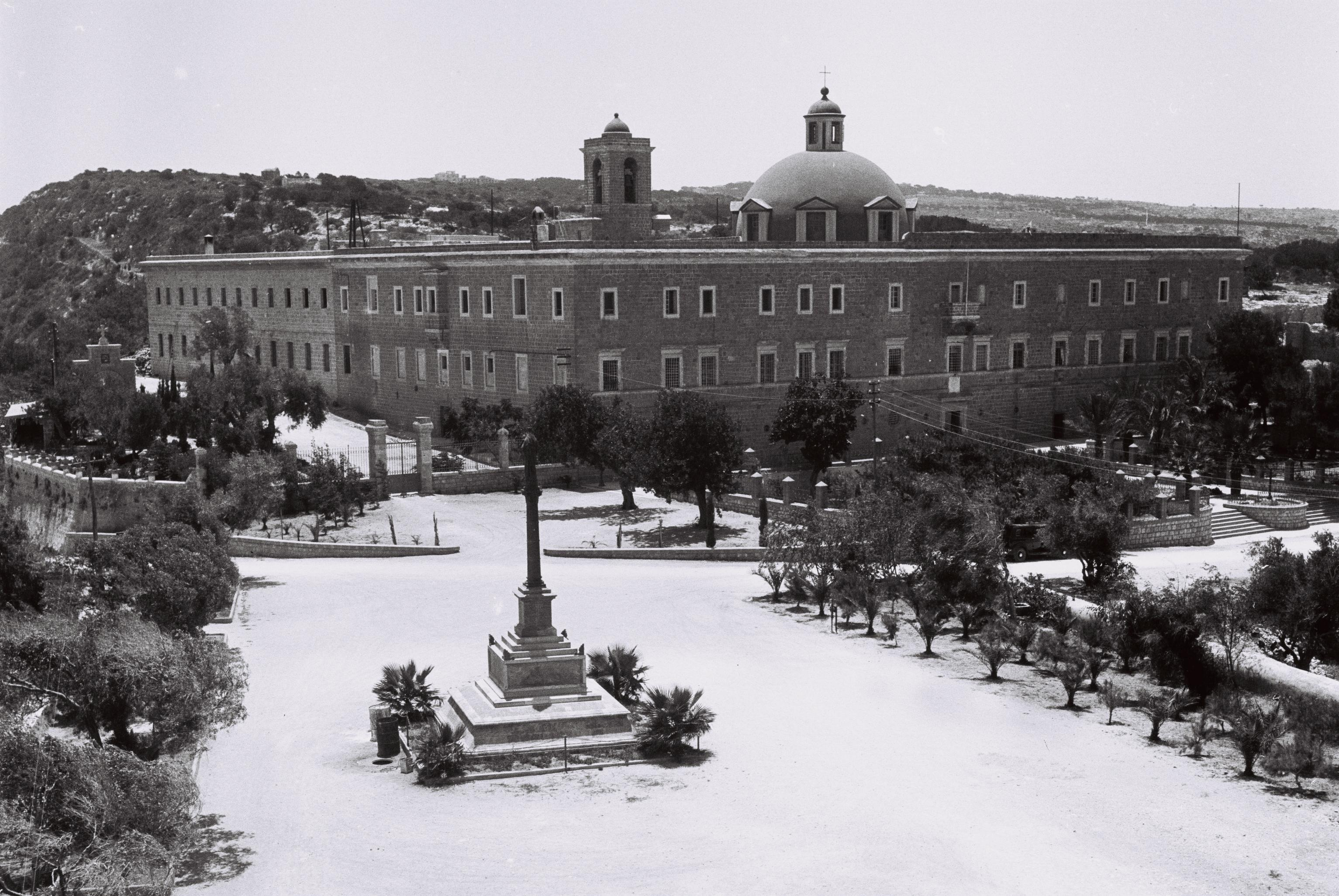
Klášter Stella Maris ve čtvrti Karmel Carfati

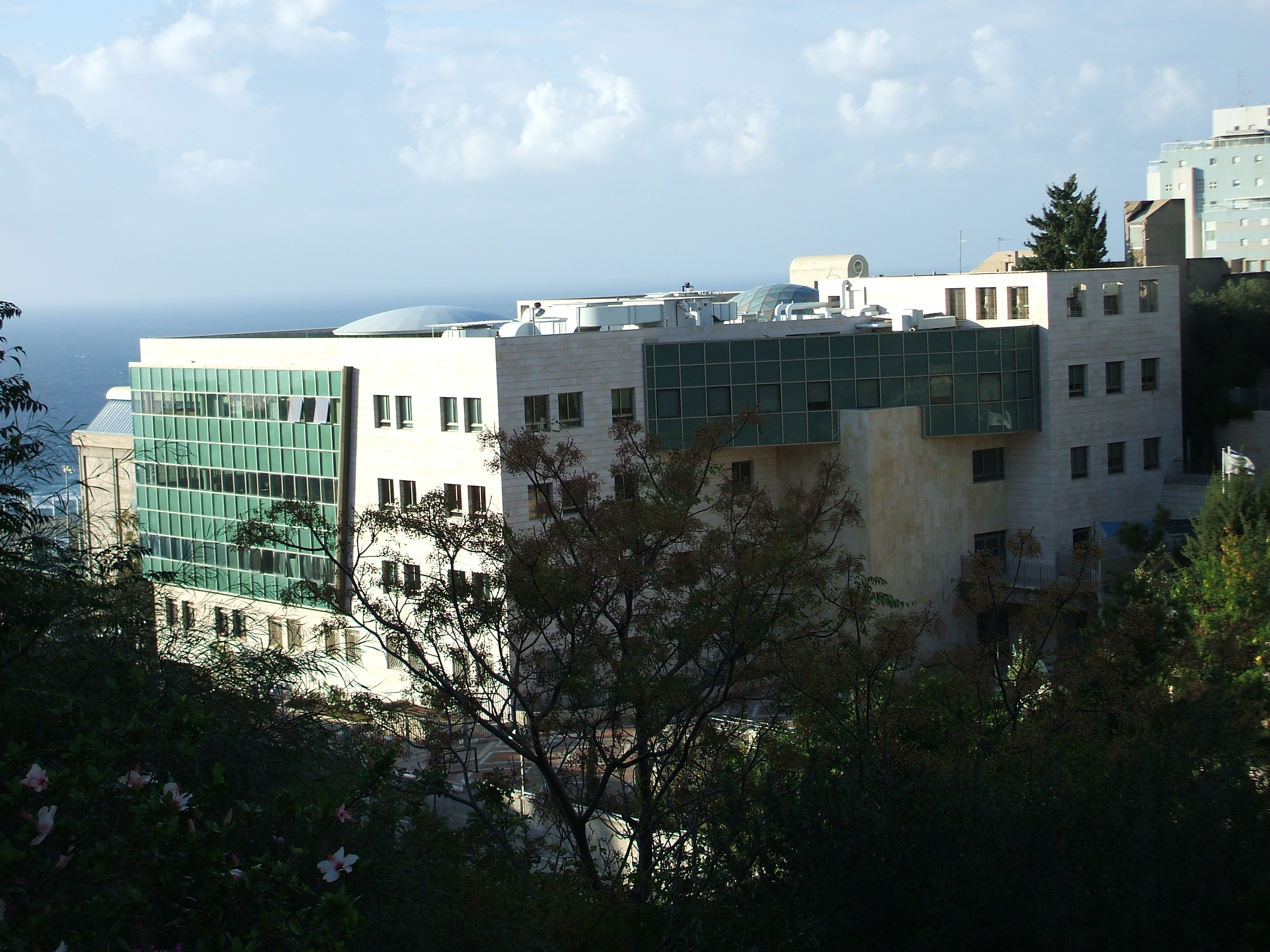
Školské centrum Merkaz chinuch Leo Baeck v Karmel Carfati

Karmel Carfati (hebrejsky: כרמל צרפתי, doslova Francouzský Karmel) je čtvrť v severní části Haify v Izraeli. Nachází se v administrativní oblasti ha-Karmel, v pohoří Karmel.

## Geografie
Leží v nadmořské výšce cca 200 metrů, cca 2 kilometry západně od centra dolního města. Na jihu s ní sousedí čtvrť Karmel Ma'aravi, Ramat ha-Tišbi a Karmel Cafoni, na severozápadě Ramat Ša'ul, na západě Kirjat Šprincak. Zaujímá vrcholové partie nevelké sídelní terasy. Tu ohraničují zalesněná údolí, jimiž protékají vádí. Jižně odtud je to vádí Nachal Lotem a na západě Nachal Alija. Na severu a severovýchodě terén klesá k pobřeží Haifského zálivu. Hlavní dopravní osou je ulice Rechov Černichovski. Jedna ze zdejších ulic je pojmenována na počet atentátníka Elijahu Chakima. Populace je převážně židovská s nezanedbatelnou arabskou menšinou.

## Dějiny
Nachází se tu komplex kláštera Stella Maris. Stojí tu také škola Merkaz chinuch Leo Baeck. Výstavba zde probíhala již za dob britského mandátu. Karmel Carfati je uměle vytvořenou územní jednotkou (podčást 5. městské čtvrti ha-Karmel) pro statistické, demografické a správní účely. Její plocha dosahuje 2,23 kilometru čtverečního. V roce 2008 tu žilo 11 340 lidí (z toho 9580 Židů, 270 muslimů a 820 arabských křesťanů). Do této administrativní jednotky spadá několik urbanistických okrsků: Ramat Ša'ul, vlastní Karmel Carfati podél ulice Rechov Bejt Lechem (0,97 kilometru čtverečního s 3320 obyvateli: 2300 Židů, 190 muslimů a 580 arabských křesťanů), Ramat ha-Tišbi nebo Karmel Cafoni.